# アルメニア国立美術館
アルメニア国立美術館は、アルメニアの首都エレバンにある美術館である。

## 沿革
1921年、国立美術館として創設された。

## コレクション
イヴァン・アイヴァゾフスキー、イヴァン・シーシキンといったソ連の芸術家やアルメニアの芸術家の作品、またテオドール・ルソーやウジェーヌ・ブーダンといったフランス絵画も所蔵している。